# Gdańsk Maraton
Gdańsk Maraton – bieg maratoński odbywający się na terenie miasta Gdańska, organizowany corocznie na wiosnę od roku 2015 (z powodu pandemii COVID-19 w 2020 roku bieg został odwołany, a w 2021 roku bieg został rozegrany w formie hybrydowej).

## Zwycięzcy
| Edycja | Data             | Ukończyli                                                       | Mężczyźni                                                       | Kraj                                                            | Czas                                                            | Kobiety                                                         | Kraj                                                            | Czas                                                            |
| ------ | ---------------- | --------------------------------------------------------------- | --------------------------------------------------------------- | --------------------------------------------------------------- | --------------------------------------------------------------- | --------------------------------------------------------------- | --------------------------------------------------------------- | --------------------------------------------------------------- |
| 1.     | 17 maja 2015     | 1809                                                            | Piotr Szpigiel                                                  | Polska                                                          | 2:37:26                                                         | Ewa Huryń                                                       | Polska                                                          | 3:03:38                                                         |
| 2.     | 15 maja 2016     | 1561                                                            | Paweł Piotraschke                                               | Polska                                                          | 2:36:15                                                         | Ewa Huryń                                                       | Polska                                                          | 3:01:17                                                         |
| 3.     | 9 kwietnia 2017  | 2375                                                            | Rafał Czarnecki                                                 | Polska                                                          | 2:24:32                                                         | Katarzyna Pobłocka                                              | Polska                                                          | 2:51:41                                                         |
| 4.     | 15 kwietnia 2018 | 1701                                                            | Rafał Czarnecki                                                 | Polska                                                          | 2:23:36                                                         | Justyna Śliwiak                                                 | Polska                                                          | 2:53:57                                                         |
| 5.     | 14 kwietnia 2019 | 1970                                                            | Rafał Czarnecki                                                 | Polska                                                          | 2:23:14                                                         | Lidia Czarnecka                                                 | Polska                                                          | 2:49:05                                                         |
| -      | 2020             | Zawody odwołane z powodu pandemii COVID-19                      | Zawody odwołane z powodu pandemii COVID-19                      | Zawody odwołane z powodu pandemii COVID-19                      | Zawody odwołane z powodu pandemii COVID-19                      | Zawody odwołane z powodu pandemii COVID-19                      | Zawody odwołane z powodu pandemii COVID-19                      | Zawody odwołane z powodu pandemii COVID-19                      |
| 5.5    | 2021             | Zawody rozegrane w formie hybrydowej z powodu pandemii COVID-19 | Zawody rozegrane w formie hybrydowej z powodu pandemii COVID-19 | Zawody rozegrane w formie hybrydowej z powodu pandemii COVID-19 | Zawody rozegrane w formie hybrydowej z powodu pandemii COVID-19 | Zawody rozegrane w formie hybrydowej z powodu pandemii COVID-19 | Zawody rozegrane w formie hybrydowej z powodu pandemii COVID-19 | Zawody rozegrane w formie hybrydowej z powodu pandemii COVID-19 |
| 6.     | 10 kwietnia 2022 | 1933                                                            | Andrzej Rogiewicz                                               | Polska                                                          | 2:25:26                                                         | Agata Długosz                                                   | Polska                                                          | 2:58:22                                                         |